# Samuel Córdova
Samuel Arturo Córdova Howe (Sonaguera, Colón, Honduras, 1 de octubre de 1988) es un Ex-futbolista hondureño. Jugaba como lateral izquierdo y su último equipo fue el Lone FC de la Liga de Ascenso de Honduras.

## Trayectoria

### Marathón
Alcanzó reconocimiento cuando militó entre 2015 y 2019 en Marathón, uno de los cuatro clubes grandes del país. 

### Olimpia
El 24 de agosto de 2020, el Olimpia oficializó su fichaje, como petición expresa del DT Pedro Troglio y para suplir la lesión de Ever Alvarado.

## Clubes
| Club                   | País     | Año         |
| ---------------------- | -------- | ----------- |
| Victoria               | Honduras | 2009 - 2012 |
| Real Sociedad (cesión) | Honduras | 2013        |
| Victoria               | Honduras | 2013 - 2014 |
| Independiente          | Honduras | 2015        |
| Marathón               | Honduras | 2015 - 2019 |
| Lobos UPNFM            | Honduras | 2019 - 2020 |
| Olimpia                | Honduras | 2020 - 2022 |
| Victoria               | Honduras | 2022        |
| Atlético Independiente | Honduras | 2023 - ?    |

## Estadísticas
| Club                   | Temporada           | Liga  | Liga  | Copa Nacional | Copa Nacional | Copa Internacional | Copa Internacional | Total | Total |
| Club                   | Temporada           | Part. | Goles | Part.         | Goles         | Part.              | Goles              | Part. | Goles |
| ---------------------- | ------------------- | ----- | ----- | ------------- | ------------- | ------------------ | ------------------ | ----- | ----- |
| Victoria Honduras      | 2009/10             | 0     | 0     | -             | -             | -                  | -                  | 0     | 0     |
| Victoria Honduras      | 2010/11             | 6     | 0     | -             | -             | -                  | -                  | 6     | 0     |
| Victoria Honduras      | 2011/12             | 6     | 0     | -             | -             | -                  | -                  | 6     | 0     |
| Victoria Honduras      | 2012                | 8     | 1     | -             | -             | 0                  | 0                  | 8     | 1     |
| Victoria Honduras      | Total               | 20    | 1     | 0             | 0             | 0                  | 0                  | 20    | 1     |
| Real Sociedad Honduras | 2013                | 15    | 0     | 0             | 0             | -                  | -                  | 15    | 0     |
| Real Sociedad Honduras | Total               | 15    | 0     | 0             | 0             | 0                  | 0                  | 15    | 0     |
| Victoria Honduras      | 2013/14             | 27    | 1     | -             | -             | 0                  | 0                  | 27    | 1     |
| Victoria Honduras      | 2014                | 8     | 0     | -             | -             | -                  | -                  | 8     | 0     |
| Victoria Honduras      | Total               | 35    | 1     | 0             | 0             | 0                  | 0                  | 35    | 1     |
| Independiente Honduras | 2015                | ?     | ?     | -             | -             | -                  | -                  | ?     | ?     |
| Independiente Honduras | Total               | ?     | ?     | 0             | 0             | 0                  | 0                  | ?     | ?     |
| Marathón Honduras      | 2015/16             | 33    | 2     | -             | -             | -                  | -                  | 33    | 2     |
| Marathón Honduras      | 2016/17             | 29    | 2     | -             | -             | -                  | -                  | 29    | 2     |
| Marathón Honduras      | 2017/18             | 33    | 0     | -             | -             | -                  | -                  | 33    | 0     |
| Marathón Honduras      | 2018/19             | 33    | 2     | -             | -             | 2                  | 0                  | 35    | 2     |
| Marathón Honduras      | Total               | 128   | 6     | 0             | 0             | 2                  | 0                  | 130   | 6     |
| Lobos UPNFM Honduras   | 2019/20             | 29    | 0     | -             | -             | -                  | -                  | 29    | 0     |
| Lobos UPNFM Honduras   | Total               | 29    | 0     | 0             | 0             | 0                  | 0                  | 29    | 0     |
| Olimpia Honduras       | 2020/21             | 8     | 1     | -             | -             | 1                  | 0                  | 9     | 1     |
| Olimpia Honduras       | Total               | 8     | 1     | 0             | 0             | 1                  | 0                  | 9     | 1     |
| Total en su carrera    | Total en su carrera | 230   | 8     | 0             | 0             | 2                  | 0                  | 232   | 8     |

## Palmarés

### Campeonatos nacionales
| Título                    | Club     | País     | Año    |
| ------------------------- | -------- | -------- | ------ |
| Liga Nacional de Honduras | Marathón | Honduras | C-2018 |
| Copa de Honduras          | Marathón | Honduras | 2017   |
| Liga Nacional de Honduras | Olimpia  | Honduras | A-2020 |
| Liga Nacional de Honduras | Olimpia  | Honduras | C-2021 |